# Anne-Grete Strøm-Erichsen
Anne-Grete Hjelle Strøm-Erichsen (Bergen, 21 oktober 1949) is een Noors politica van de sociaaldemocratische Arbeiderspartij. Tussen oktober 2005 en oktober 2013 was zij minister in het kabinet-Stoltenberg II.

## Biografie
Strøm-Erichsen (geboren Hjelle) werd geboren in Bergen. Haar vader werkte als jurist, haar moeder als procuratiehouder. Na de middelbare school volgde ze een technische opleiding aan de Hogeschool van Bergen. Later volgde ze nog een cursus mijnbouw in de Verenigde Staten. Na haar studie was ze kort werkzaam bij de Universiteit van Bergen, waarna ze jarenlang werkte in het bedrijfsleven.
Ze werd in 1977 politiek actief namens de Arbeiderspartij (Arbeiderpartiet) en werd in 1981 gekozen in de gemeenteraad van Bergen. In 1999 werd ze gekozen tot voorzitter van de raad (ordfører). Tussen oktober 1999 en juni 2000 was ze burgemeester van Bergen.
Premier Jens Stoltenberg vroeg haar in 2005 als minister voor Defensie in zijn tweede regering, een functie die ze aanvankelijk vier jaar bekleedde. Na de parlementsverkiezingen van 2009, waarbij de zittende regering werd herkozen, verruilde Strøm-Erichsen haar ministerschap van Defensie voor dat van Volksgezondheid. Bij een kabinetsherschikking in september 2012 keerde ze terug als minister van Defensie. Ze behield dit ambt tot in oktober 2013 een nieuwe regering aantrad zonder de Arbeiderspartij.
- Virtual International Authority File: 5153470943845082934